# Antonio Vázquez (pintor)

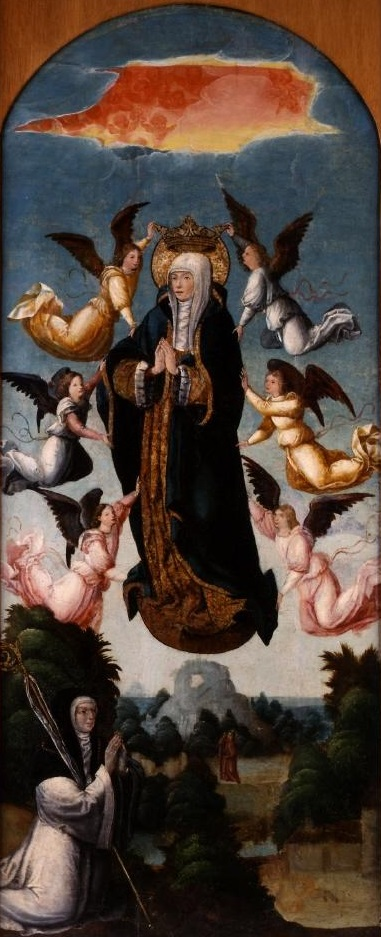
Asunción de la Virgen con donante, óleo sobre tabla, 144 x 57,5 cm, Valladolid, Museo Nacional de Escultura.

Antonio Vázquez (c. 1485-1563 o después) fue un pintor renacentista español activo principalmente en Valladolid. Pintor prolífico y con una vasta producción, fue sin duda el más solicitado y el que contó con  más amplia clientela de los pintores vallisoletanos del segundo cuarto del siglo XVI.

## Biografía y obra
Las primeras noticias documentales de Vázquez datan de 1525 cuando litigó con Alonso Berruguete por la pintura de un tríptico para la iglesia de San Lorenzo de Valladolid. En su testificación declaraba tener cuarenta años, lo que permite fijar la fecha de su nacimiento en torno a 1485. Por lo demás, y aunque dolido por la pérdida de un encargo sobre el que se le había dado palabra, Vázquez tenía buena opinión de Berruguete, con quien en 1530 firmó en Medina del Campo una carta dirigida al emperador Carlos V sobre la fabricación y venta de albayalde. Entre 1528 y 1531 trabajó con Lorenzo de Ávila y Andrés de Melgar en la pintura de las veinticuatro tablas del retablo mayor de la iglesia parroquial de Pozuelo de la Orden, actualmente conservado en la Colegiata de San Isidoro de León. Consta documentalmente que algunas tablas se fueron a buscar a Valladolid, donde es probable que se pintase el retablo en su mayor parte, y también el nombre de un oficial de Vázquez, Antonio Lucio, quien se encargó de aparejar el retablo en su lugar. Esta relación con Lorenzo de Ávila, y la común deuda con los modelos de Juan de Borgoña, hace pensar que ambos maestros se formasen en el taller de este último.
En 1536 contrató con Juan Gutiérrez Alderete, escribano de la Audiencia, la pintura del retablo de la capilla familiar en la iglesia parroquial de Simancas, una de las escasas obras documentadas de Vázquez que se han conservado in situ, punto de partida para la fijación de su estilo en el que se mezclan elementos góticos y renacentistas, y para la atribución, por razones estilísticas, de otras muchas obras sobre las que falta documentación. Se trata de diez tablas de pintura de diversos tamaños, con la Resurrección, las Marías ante el sepulcro y Cristo con los discípulos de Emaús en las tablas mayores, y los retratos de los donantes y sus hijas en dos tablas situadas en los laterales de las jambas.
Junto a la pintura de retablos, con encargos que alcanzan a Santa María la Real de Nieva, trabajó en 1543 para el ayuntamiento de Valladolid y a las órdenes del entallador Gaspar de Tordesillas en la pintura de los arcos conmemorativos para la recepción en la ciudad de María Manuela de Portugal, prometida del futuro Felipe II, y poco después, de nuevo en colaboración con Tordesillas, en la erección del túmulo funerario alzado con ocasión de las exequias que se hicieron a la misma princesa.
Todavía aparece citado en el censo de población de 1561 con residencia en la calle de la Corredera en unión de su hijo, el también pintor Jerónimo Vázquez, y vivía aún en 1563 cuando en una declaración testifical decía tener ochenta años.